# 维莱欧布瓦
维莱欧布瓦（法語：Villers-au-Bois，法語發音：[vilɛʁ o bwa]）是法国上法蘭西大區加来海峡省的一个市镇，属于阿拉斯区。

## 地理
维莱欧布瓦（50°22'23"N, 2°40'17"E）面积5.2 平方千米，位于法国上法蘭西大區加来海峡省，该省份为法国北部沿海省份，西北濒北海，南至索姆省，东临北部省。
与维莱欧布瓦接壤的市镇（或旧市镇、城区）包括：古伊塞尔万、阿克、康布兰拉贝、卡朗西、蒙圣埃卢瓦、塞尔万。

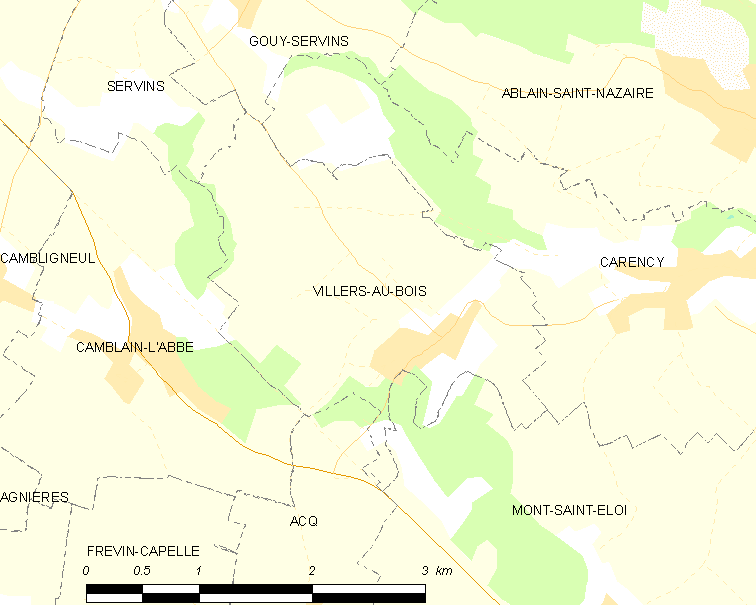
维莱欧布瓦的OSM定位图

维莱欧布瓦的时区为UTC+01:00、UTC+02:00（夏令时）。

## 行政
维莱欧布瓦的邮政编码为62144，INSEE市镇编码为62854。

## 政治
维莱欧布瓦所属的省级选区为比利莱米讷县。

## 人口

1962-2008年间维莱欧布瓦人口变化图示

维莱欧布瓦于2022年1月1日时的人口数量为610人。